# Symplecis glabra
Symplecis glabra là một loài tò vò trong họ Ichneumonidae.